# Прапор Сахновщинського району
Пра́пор Сахно́вщинського райо́ну — офіційний символ Сахновщинського району Харківської області, затверджений 23 березня 2001 року рішенням сесії Сахновщинської районної ради.

## Опис
Прапор являє собою прямокутне малинове полотнище з синьо-малиновою облямівкою, що має співвідношення сторін 2:3, в центрі якого зображено три жовтих колоски.